# Ptilophora plumigera
Ptilophora plumigera (tên tiếng Anh: Plumed Prominent) là một loài bướm đêm thuộc họ Notodontidae family. Nó được tìm thấy ở phần phía nam của miền Cổ bắc.

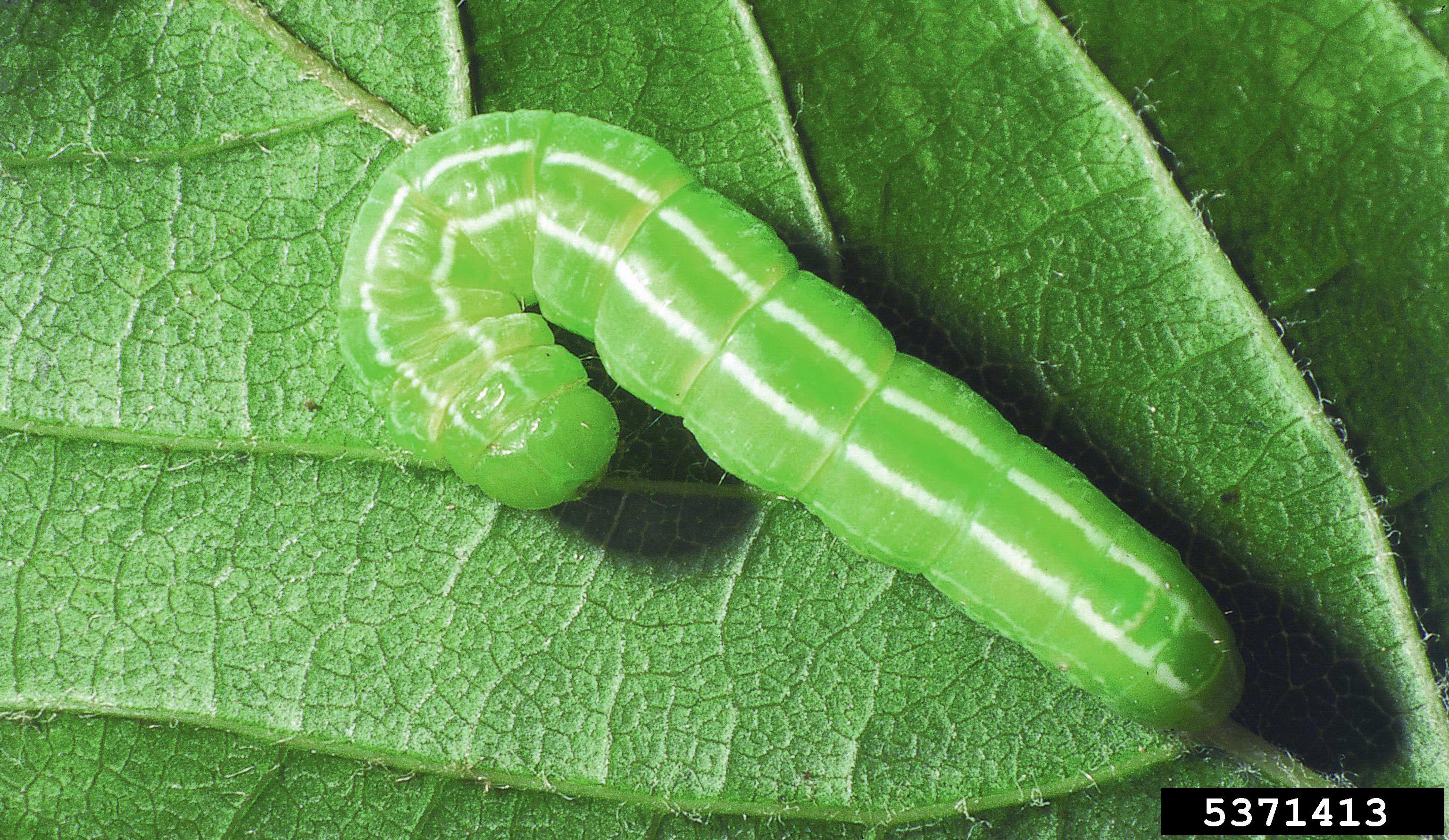
Sâu bướm.

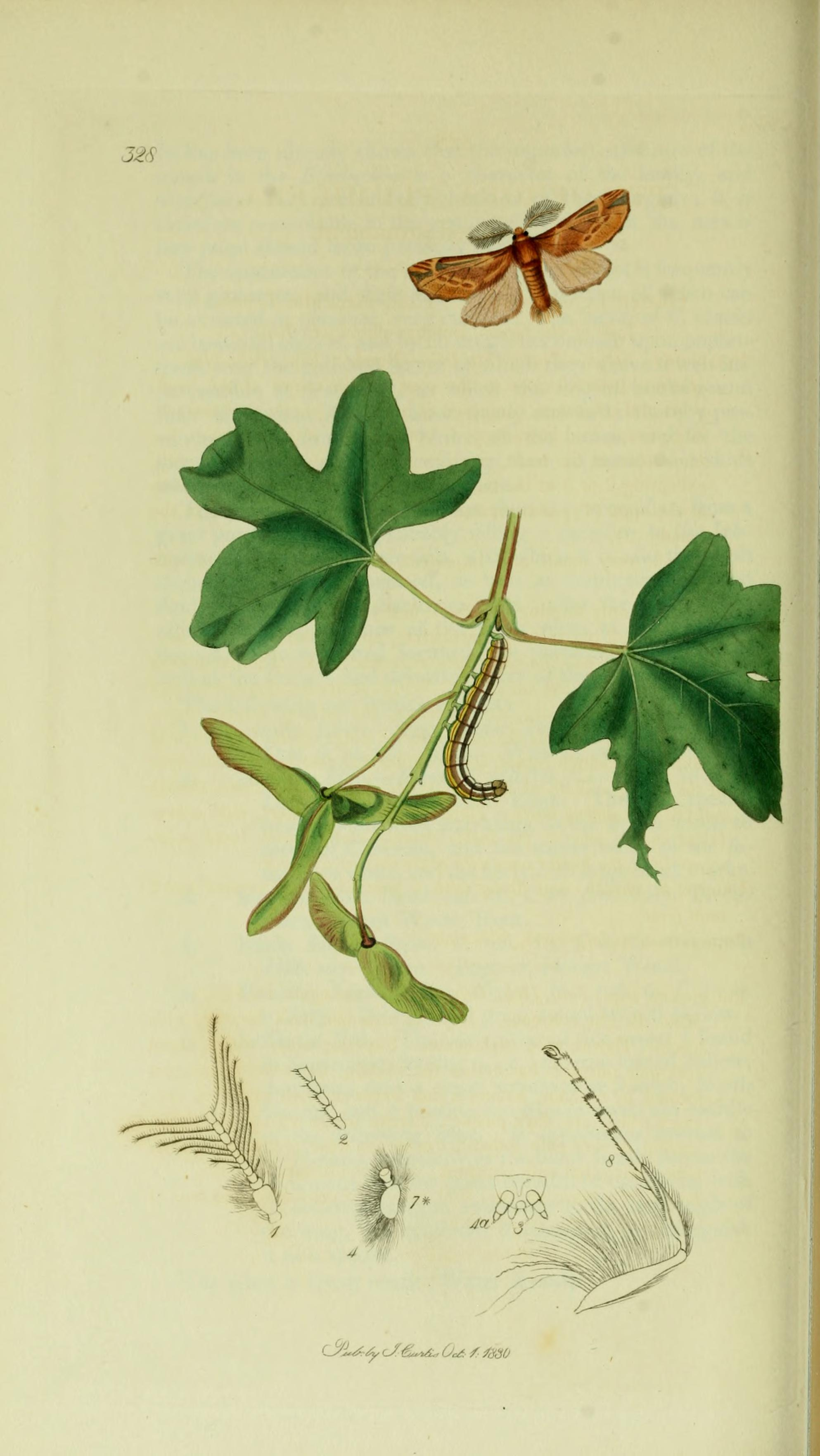
Minh họa từ John Curtis's British Entomology Volume 5

Sải cánh dài 33–44 mm. Con trưởng thành bay từ tháng 10 đến tháng 11 tùy theo địa điểm.
Ấu trùng ăn phong.